# Champdieu
Champdieu é uma comuna francesa na região administrativa de Auvérnia-Ródano-Alpes, no departamento de Loire. Estende-se por uma área de 18,2 km². Em 2010 a comuna tinha 1 961 habitantes (densidade: 107,7 hab./km²).